# As Aventuras de Gui & Estopa
As Aventuras de Gui & Estopa je brazilský komediální animovaný televizní seriál vytvořený Marianou Caltabiano, který byl vysílán na Cartoon Networku od 2009 do 2017. V Latinské Amerike měl seriál premiéru 2. prosince 2013 na stanici Tooncast a Boomerang.

## Obsazení
| Mariana Caltabiano | Gui "Iguinho" Cróquete Spaniel Dona Iguilda Fifivelinha Róquete Spaniel |
| Eduardo Jardim     | Estopa Pitiburro                                                        |
| Arly Cardoso       | Ribaldo "Riba"                                                          |